# (3178) Yoshitsune
(3178) Yoshitsune (1984 WA) – planetoida z grupy pasa głównego asteroid okrążająca Słońce w ciągu 4,46 lat w średniej odległości 2,71 au. Odkryta 21 listopada 1984 roku.